# Marek Belka
Marek Marian Belka ([ˈmarεk ˈbεlka], ) (Łódź, 9 gennaio 1952) è un docente e politico polacco, ex Primo Ministro ed ex Ministro delle Finanze della Polonia, attuale Direttore del Dipartimento Europeo del Fondo Monetario Internazionale.

## Biografia
Fu designato Primo Ministro dal Presidente Aleksander Kwaśniewski il 29 marzo 2004 e giurò sulla Costituzione il 2 maggio successivo. Non riuscì a ricevere il necessario sostegno parlamentare il 14 maggio, ma l'11 giugno fu designato alla carica una seconda volta. Il 24 giugno riuscì finalmente a ottenere sufficiente sostegno al Sejm, la camera bassa del Parlamento polacco, vincendo un voto di fiducia con una maggioranza di 235 contro 215.

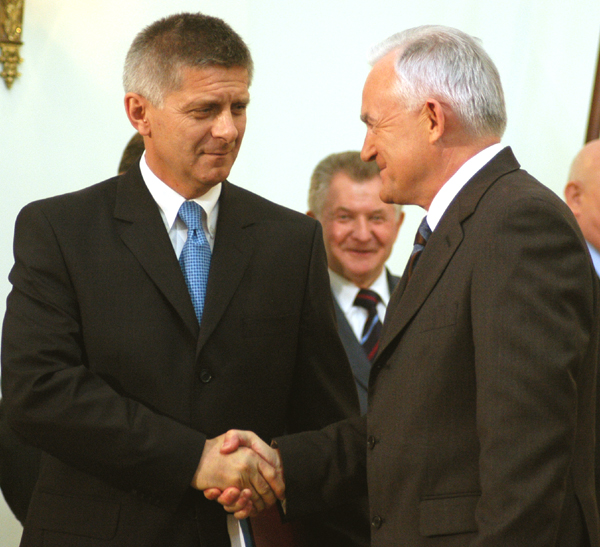
Marek Belka e Leszek Miller, Longin Pastusiak sullo sfondo

Belka si laureò al Dipartimento Socio-Economico dell'Università di Łódź nel 1972 e in seguito studiò alla Columbia University, all'Università di Chicago e alla London School of Economics. Divenne professore nel 1994. Dal 1990 al 1996 lavorò come consulente per il Ministero delle Finanze della Polonia e della Banca Mondiale. Ricoprì la carica di Vice Primo ministro della Polonia e Ministro delle Finanze nel 1997 e dal 2001 al 2002; fu anche consulente economico della Presidenza della Polonia. Fu anche Consigliere del Primo ministro dell'Albania dal 1997 al 2001 e alla JP Morgan per l'Europa centrale e orientale dal 2002 al 2003. Nel 2003 fu responsabile per la politica economica della coalizione amministrativa ad interim in Iraq. Nel 2005 fu candidato alla carica di Segretario Generale dell'Organizzazione per la Cooperazione e lo Sviluppo Economico (OCSE), ma fu battuto da José Ángel Gurría.
Belka si unì al Partito Democratico della Polonia nel maggio 2005, ma non divenne deputato.
Dal 2006 al 2008 fu Segretario Esecutivo della Commissione Economica per l'Europa (ECE) delle Nazioni Unite.
Nel 2007 fu proposto dalla Polonia come direttore del Fondo Monetario Internazionale (FMI), ma l'Unione europea decise infine di accettare la candidatura dell'ex Ministro francese Dominique Strauss-Kahn.
Il 15 luglio 2008 Strauss-Kahn nominò Marek Belka Direttore del Dipartimento Europeo del FMI, carica che Belka assunse il 1º novembre 2008.
Marek Belka è membro onorario della Fondazione Internazionale Raoul Wallenberg.
Detiene un Master in economia del commercio estero e un Ph.D. in economia dell'Università di Łódź.